# Impasse de la Loi
L'impasse de la Loi était une voie située dans le quartier de Charonne du 20e arrondissement de Paris.

## Situation et accès
L'impasse de la Loi est desservie à proximité par la ligne 9 à la station Buzenval.

## Historique
Cette voie ouverte au XIXe siècle est dénommée « impasse de la Nation » en 1864 avant de prendre sa dénomination actuelle par un arrêté municipal du 1er février 1877.
Le 15 septembre 1918, durant la Première Guerre mondiale, une bombe explose sur le no 14 impasse de la Loi, lors d'un raid effectué par des avions allemands.
Elle est ouverte à la circulation publique par un arrêté municipal du 23 juin 1959.
Les derniers bâtiments qui la constituaient, à savoir les nos 6, 8, 10 et 12, ont été démolis en 1991.
Aujourd'hui[Depuis quand ?], cette impasse n'existe plus car elle a été résorbée par la création du jardin Casque-d'Or en 1997.[réf. nécessaire]
Néanmoins cette suppression, via la création des parcelles DR 231 et DR 324 au 39bis rue des Haies aurait dû faire l'objet d'un vote.
En 2021, la plaque de rue est toujours présente dans la voie.